# بهارستان غيبي
بهارستان غیبي (الفارسية: بهارستان غیبی، ويُعرف بـ: كتاب البنغال وكوتش بيهار وآسام وبيهار) هو سجل من القرن السابع عشر عن تاريخ البنغال وكوتش بيهار وآسام وبيهار في عهد الإمبراطور المغولي نور الدين جهانكير على عكس كتب التواريخ الأخرى لإمبراطورية المغول، والتي كتبها مؤرخو البلاط بأمر من الإمبراطور وتغطي تاريخ الإمبراطورية بأكملها، فإن هذا الكتاب يتعامل فقط مع شؤون البنغال والمنطقة المجاورة.

## المؤلف
كتب بهارستان غيبي علاء الدين أصفهاني، المعروف بميرزا ناثان. كان والده، إبراهيم كلال، الذي أصبح فيما بعد يُلقب بـ "إيتيمام خان"، ضابطًا خاصًا لدى جهانجير. بناءً على أوامره، ذهب إبراهيم كلال إلى البنغال في عام 1608، برفقة إسلام خان تشيشتي [الإنجليزية]، كأميرال للأسطول المغولي. رافق ميرزا ناثان والده في خدمته. وفي وقت لاحق، حصل ميرزا ناثان على لقب شيتاب خان من جهانجير. خدم في الجيش المغولي في البنغال، وشهد معظم الأحداث السياسية والحياة العامة في المنطقة، وكتب من خلال ملاحظاته الشخصية. شارك في المعارك ضد خواجة عثمان [الإنجليزية] وبراتاباديتيا [الإنجليزية] أثناء ولاية إسلام خان، ولكن خلال الفترة اللاحقة كان منخرطًا في الحرب في كامروب [الإنجليزية].
عندما ثار الأمير شاه جهان ضد والده جهانجير وجاء إلى البنغال، انضم إليه ميرزا ناثان وساعده في عملياته الحربية، ولكن عندما غادر الأمير البنغال إلى الدكن، اختبأ ميرزا ناثان ولم يعد أحد يسمع عنه بعد الآن. يُعتقد أنه كان يعيش حياة متقاعدة، لذا فقد اتخذ اسمًا مستعارًا وهو "غيبي" (من كلمة الغيب العربية المأخوذة من الفارسية، ويعني: غير مرئي). وقد قدمت روايات ميرزا ناثان التي عاينها بنفسه روايات مفصلة وواضحة عن الغزو المغولي لكاماروبا وكاشار وآسام. وتوجد روايات عن الغزوات المغولية العديدة لإقليم بهولوا [الإنجليزية] والعديد من الغزوات المغولية لجانجام بمزيد من التفصيل في بهاراتستان؛ ولا تقدم المصادر الرخانية والبرتغالية سوى رواية مختصرة.

## التنظيم
لقد فُقدت مخطوطة بهارستان غيبي لفترة طويلة حتى اكتشفها السير جادوناث ساركار في المكتبة الوطنية في باريس، بفرنسا. كتب السير جادوناث العديد من المقالات في المجلات الإنجليزية والبنغالية، مما لفت انتباه العلماء إلى المخطوطة. حصلت جامعة دكا على نسخة مصورة من الكتاب وقام الأستاذ م. آي. بوراه، أستاذ اللغة الفارسية آنذاك، بترجمتها إلى اللغة الإنجليزية. نشرت حكومة آسام هذا الكتاب في عام 1936، ويتكون الكتاب من مجلدين كبيرين يحتوي كل منهما على حوالي ألف صفحة مطبوعة. تُعتبر الترجمة الإنجليزية لكتاب بورا ترجمة علمية للغاية وتحتوي على ملاحظات وفيرة حول المصطلحات التقنية والأماكن الجغرافية. ينقسم الكتاب إلى أقسام فرعية تُسمى "دفاتر" . الدفتر الأول هو رواية إسلام نامه عن قيادة إسلام خان، في حين أن الدفتر الثاني يوثق قيادة قاسم خان تشيستي؛ ويوثق إبراهيم نامه قيادة إبراهيم خان فتح جانج، ويتعامل الدفتر الأخير مع تمرد شاهجهان الذي اغتصب السيطرة على منطقة البنغال، وتُسمى واقعة جهانشاهي. يقدم ميرزا ناثان أربعة تواريخ كاملة فقط في الكتاب بأكمله، ثلاثة منها تم نفيها من خلال روايته الخاصة. ومع ذلك، فإن الإشارة إلى الأشهر الإسلامية رمضان، وعيد الفطر، ومحرم، وغيرها من المناسبات الإسلامية تساعد في التأكد من التسلسل الزمني للأحداث بشكل دقيق. وقد تأكد العلماء من أن أول دفترين تم الانتهاء منهما قبل عام 1632 وأن آخر دفترين تم الانتهاء منهما قبل عام 1641.

## السجلات
يعد كتاب بهارستان غيبي مصدرًا فريدًا وموثقًا على نطاق واسع لتاريخ البنغال وبيهار وآسام المعاصرين وسلطة المغول فيها.[بحاجة لمصدر] المصدر الآخر الوحيد لذلك الوقت هو طزك جهانجيري، المذكرات الرسمية للإمبراطور، والتي تذكر فقط بإيجاز بضعة أحداث في البنغال. يروي ميرزا ناثان في روايته حملات إسلام خان، فضلًا عن غزو كاماروبا، وتيبيرا، وكاشار، وآسام، وتشيتاغونغ بتفاصيل واضحة ووفيرة، بما في ذلك الروايات الكاملة للمعارك، والوضع السياسي، والحياة الاجتماعية والاقتصادية وظروف المنطقة خلال فترة جهانجير. يتضمن الكتاب أسماء ووصفًا للقادة السياسيين والعسكريين والمحاربين الإقليميين الذين لعبوا أدوارًا مؤثرة في أحداث تلك الحقبة.

## طالع أيضًا
- تاريخ بنغلاديش
- الإسلام في بنغلاديش
- خاليكداد تشودري [الإنجليزية]

## روابط خارجية
- Nathan, Mirza (1936). M. I. Borah (المحرر). Baharistan-I-Ghaybi – Volume 1. Gauhati، آسام، الراج البريطاني: Government of Assam.
- Nathan, Mirza (1936). M. I. Borah (المحرر). Baharistan-I-Ghaybi – Volume II. Gauhati، آسام، الراج البريطاني: Government of Assam.